# Cens dels Estats Units del 1930

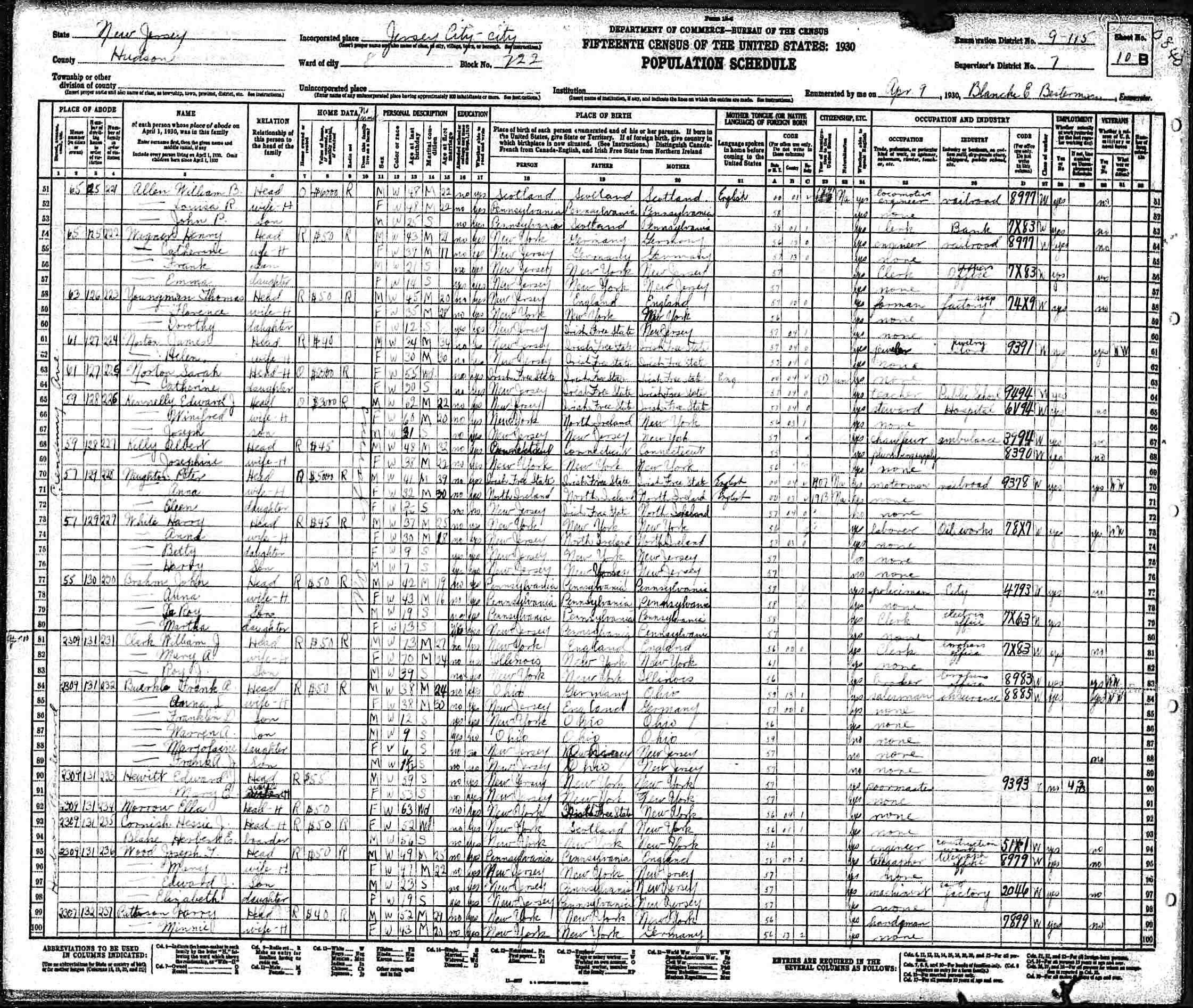
Full del cens de 1930

El Cens dels Estats Units del 1930, va ser el 15è cens dels Estats Units i va ser dirigit per l'Oficina del Cens dels Estats Units. Va determinar que la població resident als Estats Units era de 122.775.046 habitants amb un 13,7% d'increment respecte a les 106.021.537 persones del cens de 1920.

## Rànquing estatal
| Rang | Estat                 | Població    |
| ---- | --------------------- | ----------- |
| 1    | Nova York             | 12,588,066  |
| 2    | Pennsilvània          | 9,631,350   |
| 3    | Illinois              | 7,630,654   |
| 4    | Ohio                  | 6,646,697   |
| 5    | Texas                 | 5,824,715   |
| 6    | Califòrnia            | 5,677,251   |
| 7    | Michigan              | 4,842,325   |
| 8    | Massachusetts         | 4,249,614   |
| 9    | Nova Jersey           | 4,041,334   |
| 10   | Missouri              | 3,629,367   |
| 11   | Indiana               | 3,238,503   |
| 12   | Carolina del Nord     | 3,170,276   |
| 13   | Wisconsin             | 2,939,006   |
| 14   | Geòrgia               | 2,908,506   |
| 15   | Alabama               | 2,646,248   |
| 16   | Tennessee             | 2,616,556   |
| 17   | Kentucky              | 2,614,589   |
| 18   | Minnesota             | 2,563,953   |
| 19   | Iowa                  | 2,470,939   |
| 20   | Virgínia              | 2,421,851   |
| 21   | Oklahoma              | 2,396,040   |
| 22   | Louisiana             | 2,101,593   |
| 23   | Mississipi            | 2,009,821   |
| 24   | Kansas                | 1,880,999   |
| 25   | Arkansas              | 1,854,482   |
| 26   | Carolina del Sud      | 1,738,765   |
| 27   | Virgínia de l'Oest    | 1,729,205   |
| 28   | Maryland              | 1,631,526   |
| 29   | Connecticut           | 1,606,903   |
| 30   | Washington            | 1,563,396   |
| 31   | Florida               | 1,468,211   |
| 32   | Nebraska              | 1,377,963   |
| 33   | Colorado              | 1,035,791   |
| 34   | Oregon                | 953,786     |
| 35   | Maine                 | 797,423     |
| 36   | Dakota del Sud        | 692,849     |
| 37   | Rhode Island          | 687,497     |
| 38   | Dakota del Nord       | 680,845     |
| 39   | Montana               | 537,606     |
| 40   | Utah                  | 507,847     |
| x    | Districte de Colúmbia | 486,869     |
| 41   | Nou Hampshire         | 465,293     |
| 42   | Idaho                 | 445,032     |
| 43   | Arizona               | 435,573     |
| 44   | Nou Mèxic             | 423,317     |
| 45   | Vermont               | 359,611     |
| 46   | Delaware              | 238,380     |
| 47   | Wyoming               | 225,565     |
| 48   | Nevada                | 91,058      |
| --   | Total                 | 122,775,046 |